# DM Весов
DM Весов (лат. DM Librae) — одиночная переменная звезда в созвездии Весов на расстоянии (вычисленном из значения параллакса) приблизительно 12984 световых лет (около 3981 парсека) от Солнца. Видимая звёздная величина звезды — от более +16,5m до +15m.

## Характеристики
DM Весов — красная пульсирующая переменная звезда, мирида (M).